# Carminho

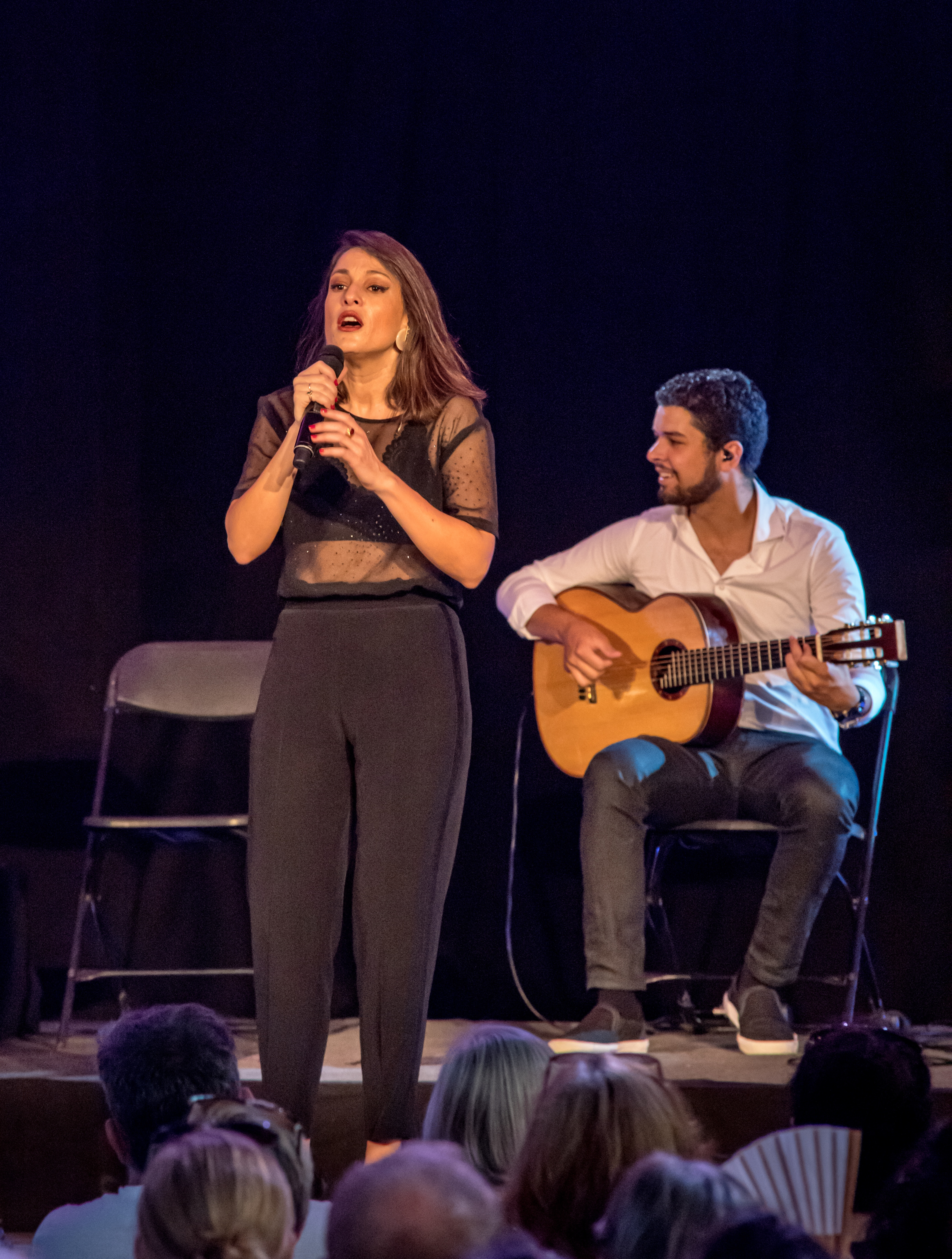
Carminho auf dem ZMF 2018 in Freiburg

Carminho (* 20. August 1984 in Lissabon; eigentlich Maria do Carmo de Carvalho Rebelo de Andrade) ist eine portugiesische Fadosängerin.

## Werdegang
Sie ist die Tochter von Nuno Maria Bello Rebelo de Andrade und der Fadista Maria Teresa da Câmara de Siqueira Archer de Carvalho (* 1953). Nachdem sie mit ihren Eltern zurück nach Lissabon gezogen war, trat sie im Alter von 12 Jahren bei einer Veranstaltung im Coliseu dos Recreios auf. In der Folge sang sie regelmäßig in Fado-Lokalen der Alfama, u. a. bei Beatriz da Conceição. Sie beendete ihr Studium (Werbung und Marketing), wandte sich danach aber ganz dem Fado zu. Sie galt nun, als Tochter der in Fado-Kreisen bekannten Sängerin Teresa Siqueira, als die neue Hoffnung des Fado. 2003 hatte sie bereits als Teil der Fado-Gruppierung Tertúlia de Fado Tradicional 4 Stücke für ein Album namens Saudades do Fado aufgenommen.
Es folgten Konzerte in Argentinien und der Schweiz, und sie sang auf Malta zum EU-Beitritt des Landes 2004. Die Stiftung Amália Rodrigues verlieh ihr 2005 den Preis für die beste weibliche Neuentdeckung.
Um sowohl Abstand zum zunehmenden öffentlichen Interesse an ihrer Person als auch neue Eindrücke zu gewinnen, ging sie 2006 für eine Hilfsorganisation ein Jahr lang in Länder wie Kambodscha, Peru, Indien und Osttimor. Zurück in Lissabon, nahm sie ihre Karriere im Fado 2007 wieder auf.
Sie wirkte im gleichen Jahr bei Carlos Sauras Film Fados mit. 2008 trat Carminho in der Casa da Música in Porto und auf der Gala zum 45. Bühnenjubiläum von Carlos do Carmo auf und sang auf der Weltausstellung Expo 2008 in Saragossa. 
2009 erschien ihr Debütalbum, mit zwei selbstgeschriebenen Titeln neben traditionellen Fados. Die einfach Fado betitelte CD war 39 Wochen lang in den portugiesischen Charts und kam bis auf Platz 2. Fragen, warum sie so lange mit einem Album gewartet habe, beantwortete sie mit den hohen Erwartungen an sie als „neue Stimme des Fado“. Sie habe erst langjährige Erfahrungen und Reflexion benötigt, um den Erwartungen gerecht zu werden.
2011 wurde ihr Album in Großbritannien veröffentlicht und dort von der Fachzeitschrift Songlines als eines der 10 besten Alben des Jahres bewertet. Sie gab Konzerte in Mosambik und auf der selten besuchten Azoren-Insel Graciosa, in Amsterdam und in Madrid, und auf dem Songlines-Festival in London. Im März des Jahres sang sie im Rahmen der Ausstellung zur Geschichte des Fados im Pariser UNESCO-Hauptsitz, anlässlich der Anerkennung des Fado als Weltkulturerbe. 
Im Mai 2011 gab sie ein Konzert im Lissabonner Lux Frágil, bei dem sie u. a. von drei bekannten Musikern der Portugiesischen Gitarre begleitet wurde (Ângelo Freire, Luis Guerreiro und Zé Manuel Neto). Im Fado ist die Begleitung durch nur eine Portugiesische Gitarre neben anderen Instrumenten üblich. Dieses Konzert wurde von Regisseur João Botelho gefilmt und als DVD veröffentlicht. Noch 2011 trat sie auf der weltgrößten Weltmusik-Messe in Kopenhagen auf, der WOMEX. Nach den guten Kritiken nahmen die internationalen Tournee-Angebote weiter zu. Im März 2012 erschien ihr zweites Album Alma („Seele“). Es erreichte den ersten Platz der portugiesischen Charts und wurde mit dem portugiesischen Schallplattenpreis Prémio Carlos Paredes ausgezeichnet.
Nachdem auch ihr drittes Album Canto (2014) die Spitze der portugiesischen Hitparade erreicht hatte, gelang ihr das erneut 2016, mit ihrem vierten Album Carminho Canta Tom Jobim , einem Tributealbum für Antônio Carlos Jobim (1927–1994), den wegweisenden brasilianischen Musiker und Komponisten, Mitbegründer der Bossa Nova.
Am 27. Januar 2015 wurde sie zum »Commendador« des Ordens des Infanten Dom Henrique ernannt.

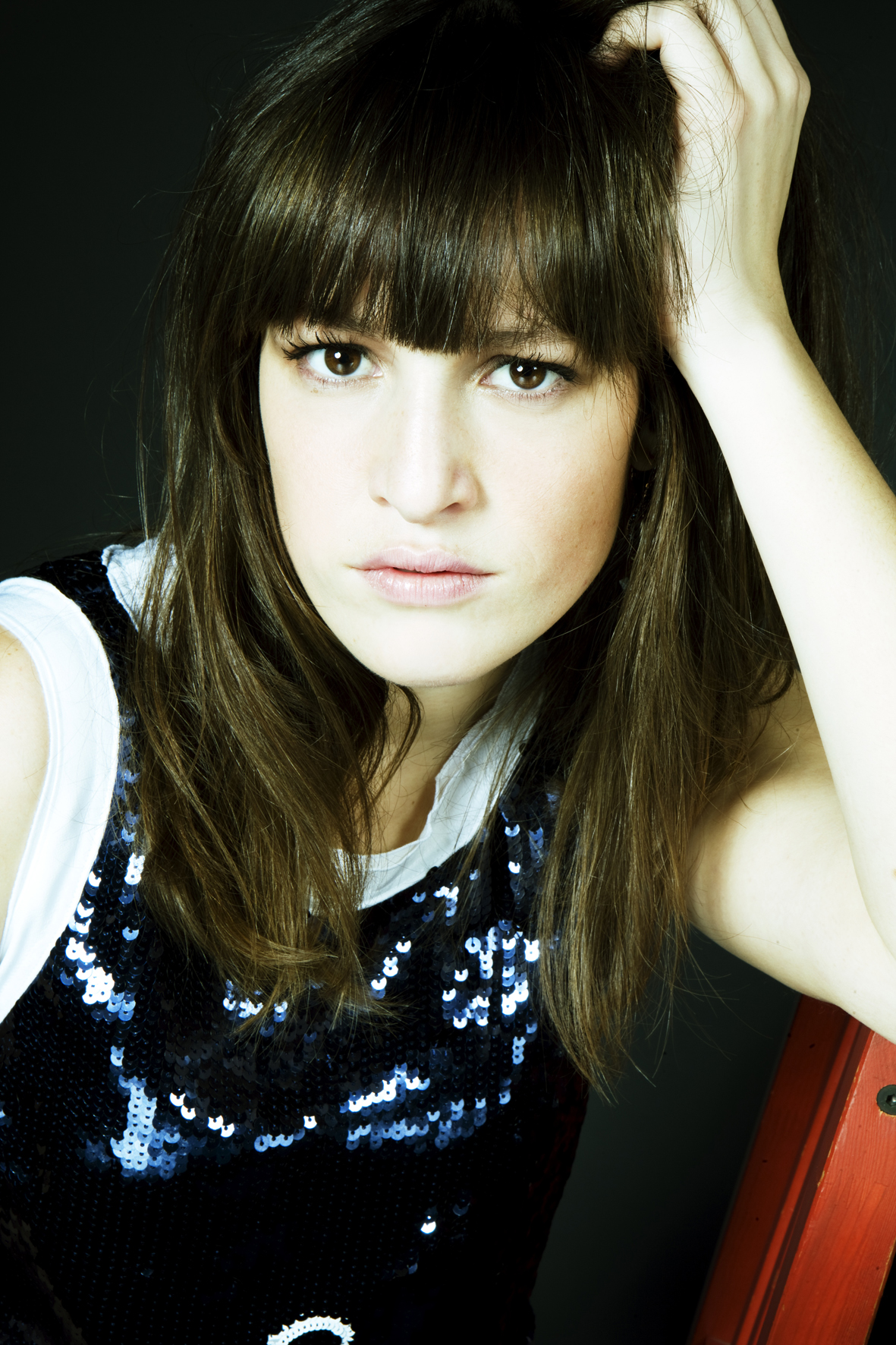
Carminho 2009
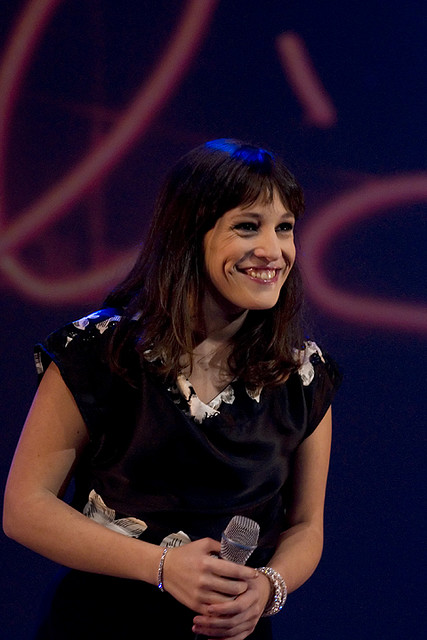
Carminho live 2008

## Diskografie
- 2009: Fado (EMI)
- 2012: Alma (EMI)
- 2014: Canto (Warner)
- 2016: Carminho Canta Tom Jobim (Warner)
- 2018: Maria (Warner)
- 2023: Portuguesa (Warner)